# 528 př. n. l.

## Události
- Buddha dosáhl Bódhi a začal svoji službu.

## Úmrtí
- Anaximenés, řecký Filozof (*585 př. n. l.)

## Hlavy států
- Perská říše – Kambýsés II. (530–522 př. n. l.)